# Чикаго-Мідвей
Міжнародний аеропорт Чикаго-Мідвей (IATA: MDW, ICAO: KMDW, FAA ідент. місц.: MDW) — це великий комерційний аеропорт на південно-західній стороні Чикаго (штат Іллінойс, США), розташований приблизно в 12 милях (19 км) від ділового району Луп. Мідвей, заснований у 1927 році, був основним аеропортом Чикаго до відкриття міжнародного аеропорту імені Едварда О'Гари в 1955 році. Сьогодні Мідвей є одним із найзавантаженіших аеропортів країни та другим за завантаженістю аеропортом як у метрополійній області Чикаго, так і в штаті Іллінойс, який обслужив 20 844 860 пасажирів у 2019 році.